# Тасманния
Тасманния (лат. Tasmannia) — род вечнозелёных растений семейства Винтеровые, произрастающих в Австралии, на Новой Гвинее, Калимантане и Филиппинах.
В Австралии виды рода произрастают в основном в Тасмании, Восточной Виктории, Новом Южном Уэльсе и на юго-западе Квинсленда. Там они растут во влажных горных лесах, а также в более сухих лесах по берегам рек на высотах до 1500 м над уровнем моря.

## Использование
Кора и листья растений используются для извлечения эфирных масел. Сухие плоды и листья некоторых видов используются в кулинарии в качестве специй.

## Виды
По информации базы данных The Plant List, род включает 14 видов:
- Tasmannia brassii (A.C.Sm.) A.C.Sm.
- Tasmannia buxifolia (Ridl.) A.C.Sm.
- Tasmannia fistulosa (Diels) A.C.Sm.
- Tasmannia lamii (Diels) A.C.Sm.
- Tasmannia lanceolata (Poir.) A.C.Sm.
- Tasmannia microphylla (A.C.Sm.) A.C.Sm.
- Tasmannia montis-wilhelmi (Hoogland) A.C.Sm.
- Tasmannia myrtoides (Diels) A.C.Sm.
- Tasmannia parviflora (Ridl.) A.C.Sm.
- Tasmannia piperita (Hook.f.) Miers
- Tasmannia pittosporoides (Diels) A.C.Sm.
- Tasmannia purpurascens (Vickery) A.C.Sm.
- Tasmannia stipitata (Vickery) A.C.Sm.
- Tasmannia vaccinioides (Ridl.) A.C.Sm.